# Petite rivière à l'Ours (Saint-Félicien)
Pour les articles homonymes, voir Petite rivière à l'Ours, Rivière à l'Ours et Ours (homonymie).
La Petite rivière à l'Ours est un affluent de rivière à l'Ours, coulant dans la municipalité de Saint-Félicien, dans la municipalité régionale de comté (MRC) du Domaine-du-Roy, dans la région administrative de Saguenay–Lac-Saint-Jean, dans la province de Québec, au Canada.
La partie supérieure de la vallée de la Petite rivière à l'Ours est desservie par des routes forestières. La partie inférieure est desservie par le chemin du rang Simple, le chemin du rang Double et la rue Notre-Dame.
La sylviculture constitue la principale activité économique de la partie supérieure de cette vallée; l'agriculture, pour la partie inférieure.[réf. nécessaire]

## Géographie
La Petite rivière à l'Ours tire sa source d'un petit lac non identifié (longueur: 0,3 km; altitude: 239 m), dans la partie ouest de la municipalité de Saint-Félicien. Ce lac est alimenté par une zone de marais qui l'entoure. L'embouchure de ce petit lac est située à:
- 1,1 km à l'est du cours de la rivière à la Carpe;
- 10,5 km au sud-ouest du centre-ville de Saint-Félicien;
- 10,9 km à l'ouest de l'embouchure de la Petite rivière à l'Ours - Ouest[3].

À partir de l'embouchure du lac de tête, la Petite rivière à l'Ours coule sur 13,1 km avec une dénivellation de 131 m surtout en zone forestière, selon les segments suivants:
- 2,6 km vers le sud-est en traversant deux petits lacs, puis vers le nord-est, jusqu'à la décharge d'un ruisseau (venant du nord-ouest);
- 5,8 km vers le nord-est, jusqu'au chemin du rang Simple;
- 1,9 km vers l'est en coupant la route Notre-Dame, jusqu'à la décharge (venant du sud-ouest) des lacs Cossette et à Petit;
- 2,8 km vers l'est en recueillant un ruisseau (venant du nord-ouest) et un autre (venant du sud-ouest), jusqu’à son embouchure[3].

La Petite rivière à l'Ours se déverse dans un coude de rivière sur rive ouest de la rivière à l'Ours. Cette confluence est située à:
- 2,8 km au sud du centre-ville de Saint-Félicien;
- 8,1 km à l'ouest de l'embouchure de la rivière Ashuapmushuan;
- 20,1 km nord-ouest du centre-ville de Roberval[3].

À partir de l’embouchure de la Petite rivière à l'Ours, le courant descend successivement le cours de la rivière à l'Ours sur 3,7 km vers l'est, puis le nord-est; la rivière Ashuapmushuan vers le sud-est sur 7,3 km; puis traverse le lac Saint-Jean vers l'est sur 41,1 km (soit sa pleine longueur), emprunte le cours de la rivière Saguenay via la Petite Décharge sur 172,3 km vers l'est jusqu’à Tadoussac où il conflue avec l’estuaire du Saint-Laurent.

## Toponymie
La rivière à l'Ours comporte deux affluents ayant la même désignation toponymique: Petite rivière à l'Ours. Le cours d'eau faisant l'objet de cet article constitue la branche Ouest.
Le toponyme « Petite rivière à l'Ours » a été officialisé le 5 décembre 1968 à la Banque des noms de lieux de la Commission de toponymie du Québec.